# Нормальные люди
«Нормальные люди» (англ. Normal People) — ирландский драматический телесериал режиссёров Ленни Абрахамсона и Хэтти Макдональд, снятый по одноимённому роману Салли Руни. Главные роли исполнили Дейзи Эдгар-Джонс и Пол Мескал. Премьера состоялась 26 апреля 2020 года на сервисах Hulu и BBC Three.

## Сюжет
В центре сюжета история отношений двух молодых людей — Марианны и Коннелла, которые знакомы со средней школы в Слайго, а затем вместе учились в Тринити-колледже Дублина.

## В ролях
| Актёр              | Роль                          |
| ------------------ | ----------------------------- |
| Дейзи Эдгар-Джонс  | Марианна Шеридан              |
| Пол Мескал         | Коннелл Уордрон               |
| Сара Грин          | Лоррейн Уордрон мать Коннелла |
| Эшлин Макгакин     | Дениз Шеридан мать Мэриэнн    |
| Себастьян де Соуза | Гарет                         |

## Отзывы
Первый сезон сериала получил высокие оценки кинокритиков. На сайте Rotten Tomatoes у картины 89 % положительных рецензий на основе 72 отзывов. На сайте Metacritic — 84 балла из 100 на основе 44 рецензий.
Сериал получил похвалу за реалистичное изображение интимных сцен, однако их обилие спровоцировало дебаты на ирландском радио.

## Награды и номинации
| Год  | Награда                                  | Категория                                                        | Номинант                         | Результат |
| ---- | ---------------------------------------- | ---------------------------------------------------------------- | -------------------------------- | --------- |
| 2020 | Прайм-таймовая премия «Эмми»             | Лучший актёр в мини-сериале или телефильме                       | Пол Мескал                       | Номинация |
| 2020 | Прайм-таймовая премия «Эмми»             | Лучший режиссёр мини-сериала, фильма или драматической программы | Ленни Абрахамсон (эпизод 5)      | Номинация |
| 2020 | Прайм-таймовая премия «Эмми»             | Лучший сценарий мини-сериала, фильма или драматической программы | Салли Руни, Элис Бёрч (эпизод 3) | Номинация |
| 2020 | Прайм-таймовая премия «Эмми»             | Лучший кастинг мини-сериала, фильма или драматической программы  | Луиза Кили                       | Номинация |
| 2020 | Премия Ассоциации телевизионных критиков | Лучший фильм, мини-сериал и специальный выпуск                   |                                  | Номинация |
| 2021 | Премия «Золотой глобус»                  | Лучший мини-сериал или телефильм                                 |                                  | Номинация |
| 2021 | Премия «Золотой глобус»                  | Лучшая женская роль в мини-сериале или телефильме                | Дейзи Эдгар-Джонс                | Номинация |
| 2021 | Премия BAFTA TV                          | Лучший мини-сериал                                               |                                  | Номинация |
| 2021 | Премия BAFTA TV                          | Лучшая женская роль                                              | Дейзи Эдгар-Джонс                | Номинация |
| 2021 | Премия BAFTA TV                          | Лучшая мужская роль                                              | Пол Мескал                       | Победа    |